# FK Olimpik Donjeck
Futbolnyj klub Olimpik Doneck profesionalni je nogometni klub sa sjedištem u Donjecku u Ukrajini. Klub se trenutno natječe u Ukrajinskoj Premier ligi. Od promocije u Ukrajinsku Premier ligu 2014. godine, domaće utakmice igraju u Kijevu zbog rata u Donbasu.

## Vanjske poveznice
- Službena web-stranica kluba  Arhivirana inačica izvorne stranice od 14. travnja 2019. (Wayback Machine)